# Placospongia decorticans
Placospongia decorticans är en svampdjursart som först beskrevs av Hanitsch 1895.  Placospongia decorticans ingår i släktet Placospongia och familjen Placospongiidae. Inga underarter finns listade i Catalogue of Life.